# Спортивна гімнастика на літніх Олімпійських іграх 2008 — Колода (жінки)
Змагання у вправах на колоді в рамках турніру зі спортивної гімнастики на літніх Олімпійських іграх 2008 року відбулись 19 серпня 2008 року в Пекінському державному палаці спорту.

## Призери
| Золото            | Срібло            | Бронза          |
| Шон Джонсон · США | Настя Люкін · США | Чен Фей · Китай |

## Фінал
| Місце | Гімнастка               | Складність | Виконання | Штраф | Сума   |
| ----- | ----------------------- | ---------- | --------- | ----- | ------ |
|       | Шон Джонсон (USA)       | 7.000      | 9.225     |       | 16.225 |
|       | Настя Люкін (USA)       | 6.600      | 9.425     |       | 16.025 |
|       | Чен Фей (CHN)           | 6.800      | 9.150     |       | 15.950 |
| 4     | Анна Павлова (RUS)      | 6.800      | 9.100     |       | 15.900 |
| 5     | Габріела Драгой (ROU)   | 6.500      | 9.125     |       | 15.625 |
| 6     | Лі Шаньшань (CHN)       | 7.000      | 8.300     |       | 15.300 |
| 7     | Ксенія Афанасьєва (RUS) | 5.800      | 9.025     |       | 14.825 |
| 8     | Коко Цурумі (JPN)       | 6.300      | 8.150     |       | 14.450 |

## Кваліфіковані гімнастки
| Місце | Гімнастка               | Складність | Виконання | Штраф | Сума   |
| ----- | ----------------------- | ---------- | --------- | ----- | ------ |
| 1     | Лі Шаньшань (CHN)       | 7.000      | 9.125     |       | 16.125 |
| 2     | Шон Джонсон (USA)       | 6.900      | 9.075     |       | 15.975 |
| 3     | Настя Люкін (USA)       | 6.600      | 9.375     |       | 15.975 |
| 4     | Чен Фей (CHN)           | 6.700      | 9.275     | 0.100 | 15.875 |
| 5     | Анна Павлова (RUS)      | 6.700      | 9.125     |       | 15.825 |
| 6     | Ксенія Афанасьєва (RUS) | 6.600      | 9.175     |       | 15.775 |
| 7     | Габріела Драгой (ROU)   | 6.500      | 8.950     |       | 15.450 |
| 8     | Коко Цурумі (JPN)       | 6.500      | 8.925     |       | 15.425 |